# Алієв Алім Нурійович
Алім Алієв — заступник генерального директора Українського інституту. Журналіст, правозахисник, дослідник та менеджер освітньо-культурних проєктів. Співзасновник громадських організацій КримSOS та Кримський Дім. У минулому — програмний директор Кримського Дому, журналіст кримської газети «Авдет» та консультант з комунікацій в експертній компанії pro.mova. Член виконавчої ради українського ПЕН-клубу.

## Життєпис
Алім Алієв народився 2 серпня 1988 року у місті Чирчик в Узбекистані. У 1989 році родина повернулась до Криму, як і більшість кримських татар.
У 2005 році вступив до Таврійського Національного університету ім. В. І. Вернадського, де згодом отримав ступінь магістра політології.
Випускник Європейської дипломатичної літньої школи при МЗС Чеської Республіки.
Випускник програми Open World у 2014 році та семінару «Відповідальне лідерство» Аспен-інституту в Україні у 2019 році.

## Професійна діяльність
З 2006 до 2010 рр — журналіст у кримській газеті «Авдет», автор рейтингового дослідження «20 найвпливовіших кримських татар».
З 2008 до 2016 рр — аналітик та консультант з комунікацій у експертній компанії «pro.mova». Займався роботою з клієнтами та допомагав будувати їм систему відносин з медіа та авдиторіями, досліджував цінності суспільств, проводив навчання з комунікацій та медіа-аналітики, працював більше ніж з 70 компаніями та організаціями, у тому числі, був організатором заходів для медіа в Україні за участі ексдержсекретаря США Мадлен Олбрайт у 2014 році. Алім Алієв був учасником проєкту з навчання якісних методів аналізу провідних дослідницьких компаній Грузії на замовлення Центральної виборчої комісії Грузії в рамках роботи в pro.mova.
27 лютого 2014 року Алім Алієв разом з активісткою Тамілою Ташевою та журналісткою Севгіль Мусаєвою заснували громадську ініціативу КримSOS.
Алім Алієв є співзасновником культурного центру «Кримського Дому у Львові», що був створений наприкінці 2014 року. Також з 2010 року був організатором «Днів кримськотатарської культури у Львові». У співавторстві із Севгіль Мусаєвою він написав книгу-розмову з лідером кримськотатарського народу «Мустафа Джемілєв. Незламний».
З серпня 2017 до серпня 2020 року  — програмний директор державного підприємства «Кримський Дім». Куратор та координатор численних дискусій, фотовиставок, майстер-класів, презентацій, концертів, лекцій, круглих столів та форумів.
З 2018 року став ініціатором та координатором українсько-кримськотатарського літературного конкурсу «Кримський Інжир / Qırım İnciri» і однойменного фестивалю. Один з авторів виставки «Дивовижні історії Криму» у Мистецькому Арсеналі, що відкрилась наприкінці лютого 2019 року. Алім є куратором кримських майданчиків на Книжковому Арсеналі, Львівському медіа-форумі, BookForum Lviv. Учасник та доповідач адвокаційних місій у Раді Європи, Європарламенті, ОБСЄ, Раді Безпеки ООН, політичних інституціях країн ЄС та  США щодо ситуації у Криму. У березні 2019 року він виступив з промовою у Раді Безпеки ООН із доповіддю про зміни, що відбулись у Криму за 5 років окупації півострова.
З червня 2019 року є ініціатором створення диджитал-музею депортації кримських татар «Tamırlar».
З серпня 2020 року — заступник генерального директора Українського інституту.
Член наглядових рад ГО «Центр UA» та «Освітнього центру з прав людини у Львові».
Фокусується на темах окупованого Криму, гуманітарної політики, сучасного стану кримськотатарського народу, свободи слова та комунікаційних стратегій.